# Gibberula mauritiana
Gibberula mauritiana is een slakkensoort uit de familie van de Cystiscidae. De wetenschappelijke naam van de soort is voor het eerst geldig gepubliceerd in 2011 door T. Cossignani.